# Macrauchenia
Los macrauquenias (Macrauchenia) son un género extinto de mamíferos placentarios de la familia Macraucheniidae, perteneciente al orden Litopterna. La especie mejor conocida es Macrauchenia patachonica. A pesar de su aspecto, producto de la evolución convergente, no es una camélido ni está relacionado con estos.

## Toponimia
Charles Darwin descubrió en 1834 los restos de este animal en Argentina. Esos restos fueron transportados a Inglaterra, donde posteriormente fueron estudiados por Richard Owen, fundador del Museo de Historia Natural de Londres y creador del concepto “dinosaurio”. Él fue quien denominó a este extraño animal sudamericano como Macrauchenia -nombre compuesto del griego que significa “gran cuello”.

## Generalidades

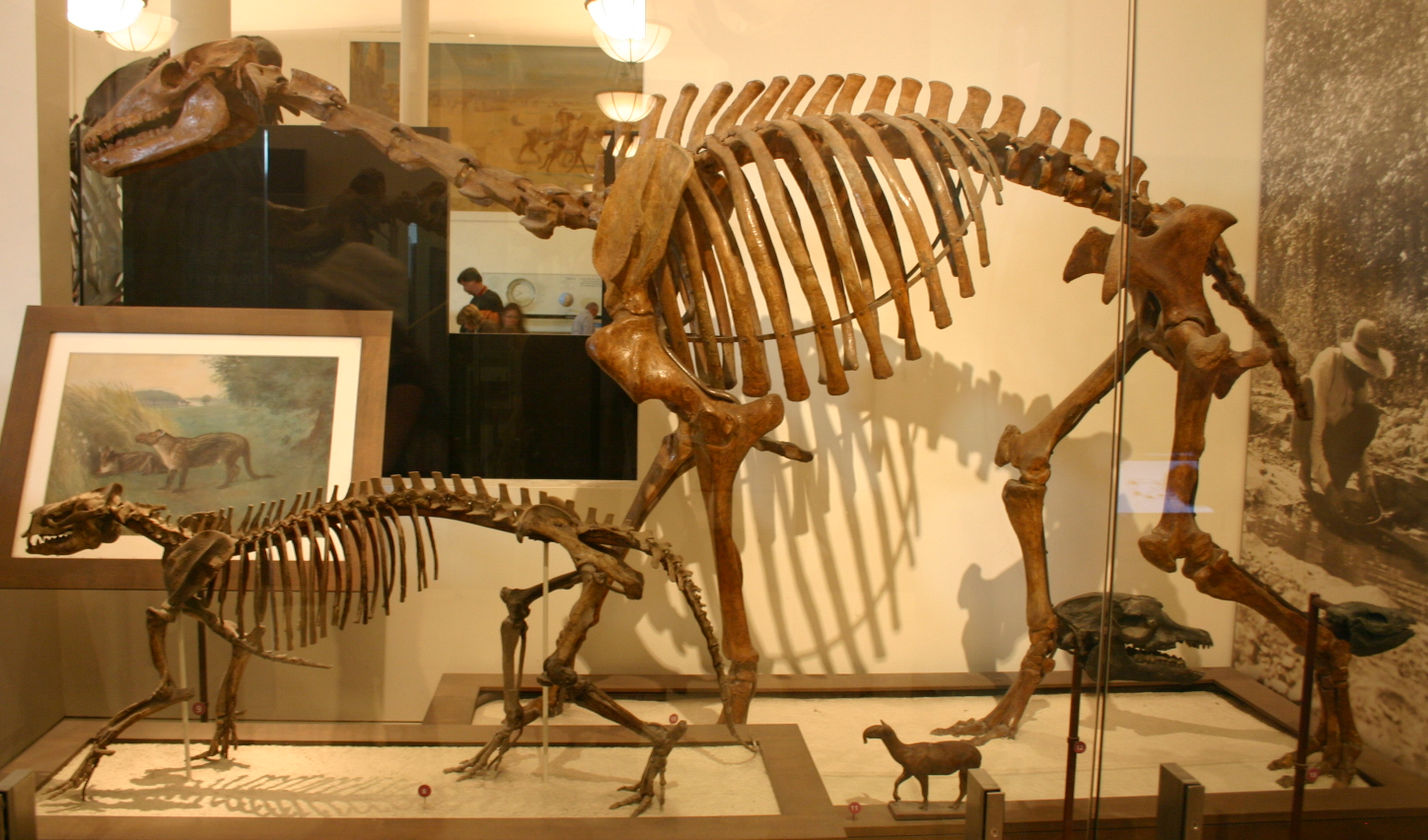
Macrauchenia patachonica (grande) y Phenacodus primaevus (pequeño) del Museo Americano de Historia Natural.

El género, que cuenta con numerosas especies (Macrauchenia boliviensis, Macrauchenia ullomensis, etc.); eran animales herbívoros, que se alimentaban en la zona de pastizales, de selva y llanuras aluviales, de la vegetación arbustiva y arbórea abundantes en la región y estuvieron en contacto con los hombres que comenzaron a habitar esa parte de América del Sur hace unos 14 000 años.
La causa de extinción más probable fue, como en el resto de la megafauna del continente, la llegada del hombre, pues los cazadores habrían aprovechado el hecho de que estas especies no habían coevolucionado con la nuestra y no la temían. Viene a confirmar esta hipótesis que restos de Macrauchenia fueron encontrados en un asentamiento humano del Holoceno, hace unos 8 500 años, donde huesos quemados demuestran que su carne fue usada como alimento. Es raro el hallazgo de sus huesos al aire libre, porque al quedar a la intemperie se deshacen o son consumidos por carroñeros. 
Es un género autóctono de América del Sur que ocupó la zona de la llanura pampeana prehistórica, que hoy corresponde a las provincias de Buenos Aires, sur de Santa Fe, parte de La Pampa, centro y sur de Córdoba, centro y sur de Entre Ríos y este de San Luis en Argentina. Fuera de Argentina se han hallado restos suyos en la zona andina y preandina de Bolivia, Colombia y Venezuela, Baia en Brasil, Chile, Paraguay, Uruguay, México y hasta Texas en Norteamérica. Macrauchenia fue además el género más reciente de litopternos del Pleistoceno. Fue el único grupo que sobrevivió al gran intercambio americano. Desapareció en el Cuaternario después que el hombre poblara Sudamérica. Macrauchenia patachonica, un mamífero de dos metros de altura, tres de largo y 1400 kilos de peso, vivió hasta hace 8500 años.

## Características

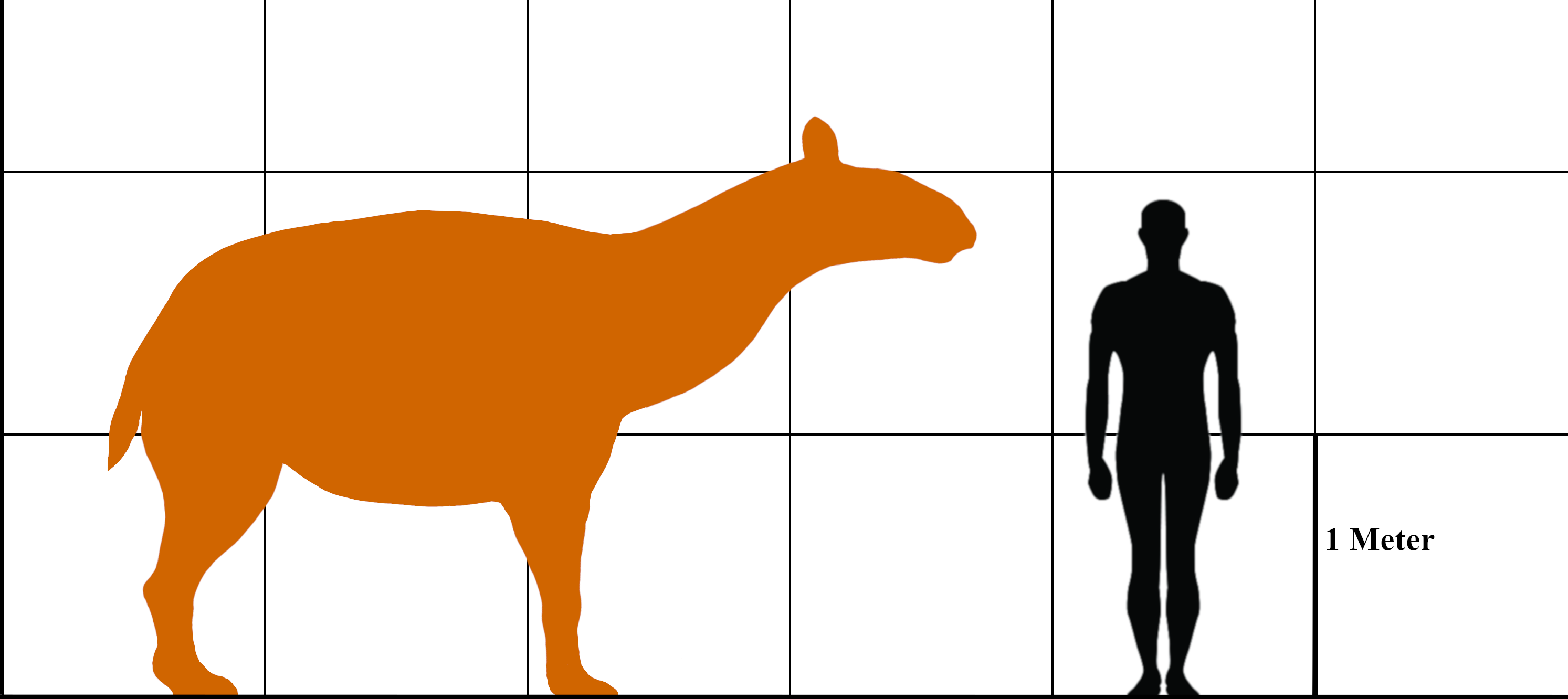
Tamaño de Macrauchenia patachonica comparado a un humano promedio (180 cm de altura)

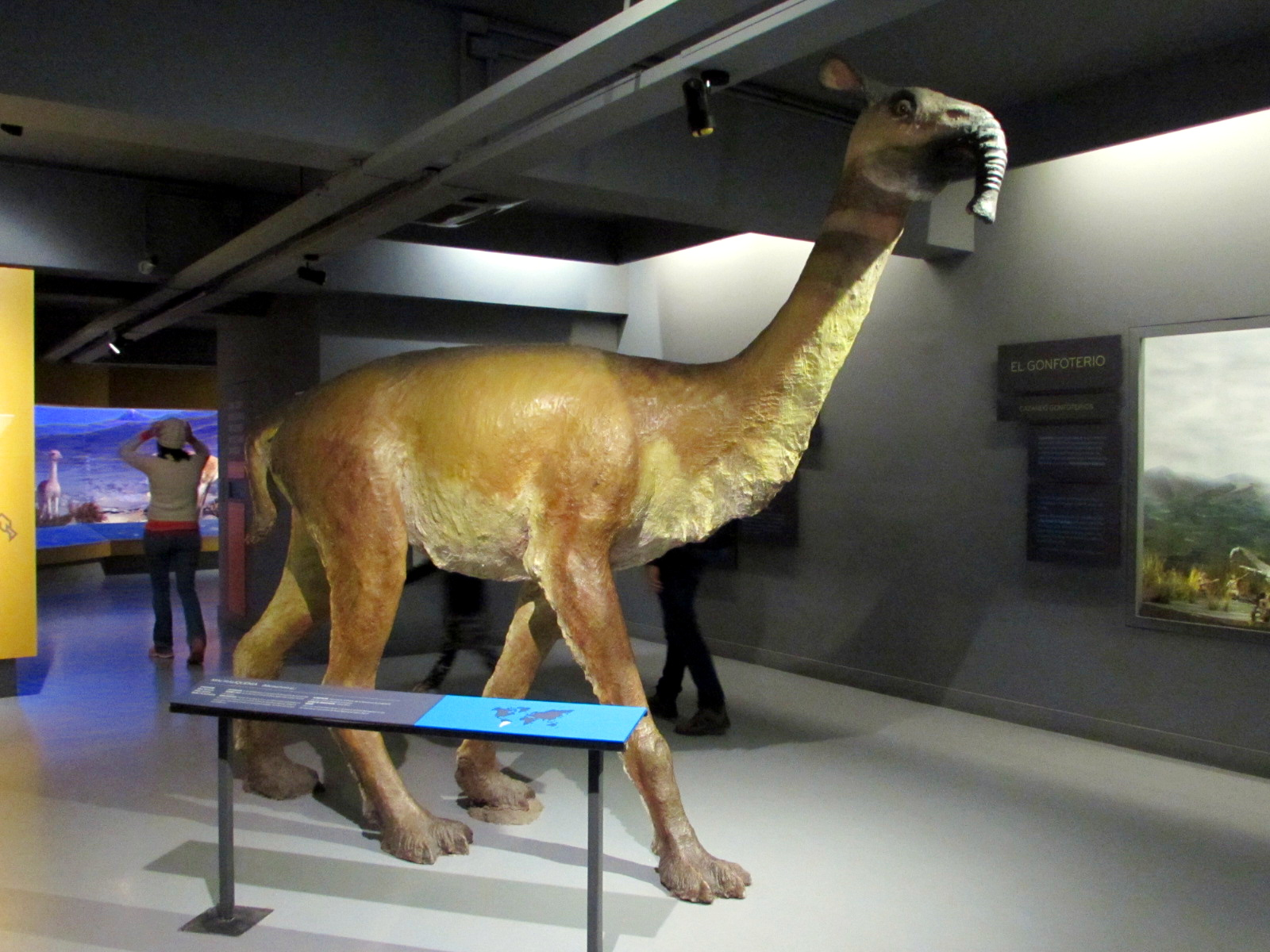
Réplica de Macrauchenia patachonica ubicada en el Museo Nacional de Historia Natural de Chile.

La especie más conocida era un gran animal más robusto y corpulento que un caballo, de miembros largos, con tres dedos en cada pie, como los tapires, un cuello largo como el de una jirafa, cuyo nicho ecológico ocupaba con formas intermedias que recuerdan al okapi y un cráneo pequeño y provisto, en vida, con una corta trompa parecida la que hoy tienen los tapires. Alcanzaba los dos metros de altura y tres de largo con casi una tonelada y media de peso. Tenía las fosas nasales de forma poco común, su cráneo recuerda en este aspecto el de los proboscídeos, con los que no están relacionados. La abertura de las fosas nasales se presenta entre los ojos, en posición frontal. Tiene la fosa nasal anterior con la forma de una abertura elíptica colocada arriba, hacia la mitad del cráneo, el cual, adelante de la mencionada fosa, se extiende formando techo convexo continuo hasta el borde alveolar de los incisivos, lo que constituye una conformación única en los mamíferos.
Su peso fue estimado en 1500 kilógramos mediante un fósil de un ejemplar completo de entre 20.000 y 40.000 años. Además, fue descripto con parecido a un camello y con características de un tapir porque tiene una fosa nasal en la parte superior del cráneo, con lo cual podría haber tenido una trompa y llega a unos 3 metros de alto con el cuello dado que tiene las vértebras del cuello muy largas.
Su trompa le serviría de labio prensil, para permanecer sumergido, acondicionar el aire y como herramienta de uso general, lo que unido a su habilidad para eludir a sus enemigos, según los estudios realizados de la estructura de las articulaciones de las patas. Su dentadura presenta la dotación de los mamíferos primigenios (44 dientes).
Sus patas eran finas y sus dos pezuñas eran muy alargadas, Tenía una cola corta probablemente acabada en un mechón de pelo similar al del caballo que servía para espantar a los insectos.

## En la cultura popular
Varios Macrauchenias aparecieron en la película La era de hielo. 
Una manada de Macrauchenia salieron en el documental Paseando con bestias en donde era depredadas por un Smilodon.

## Galería

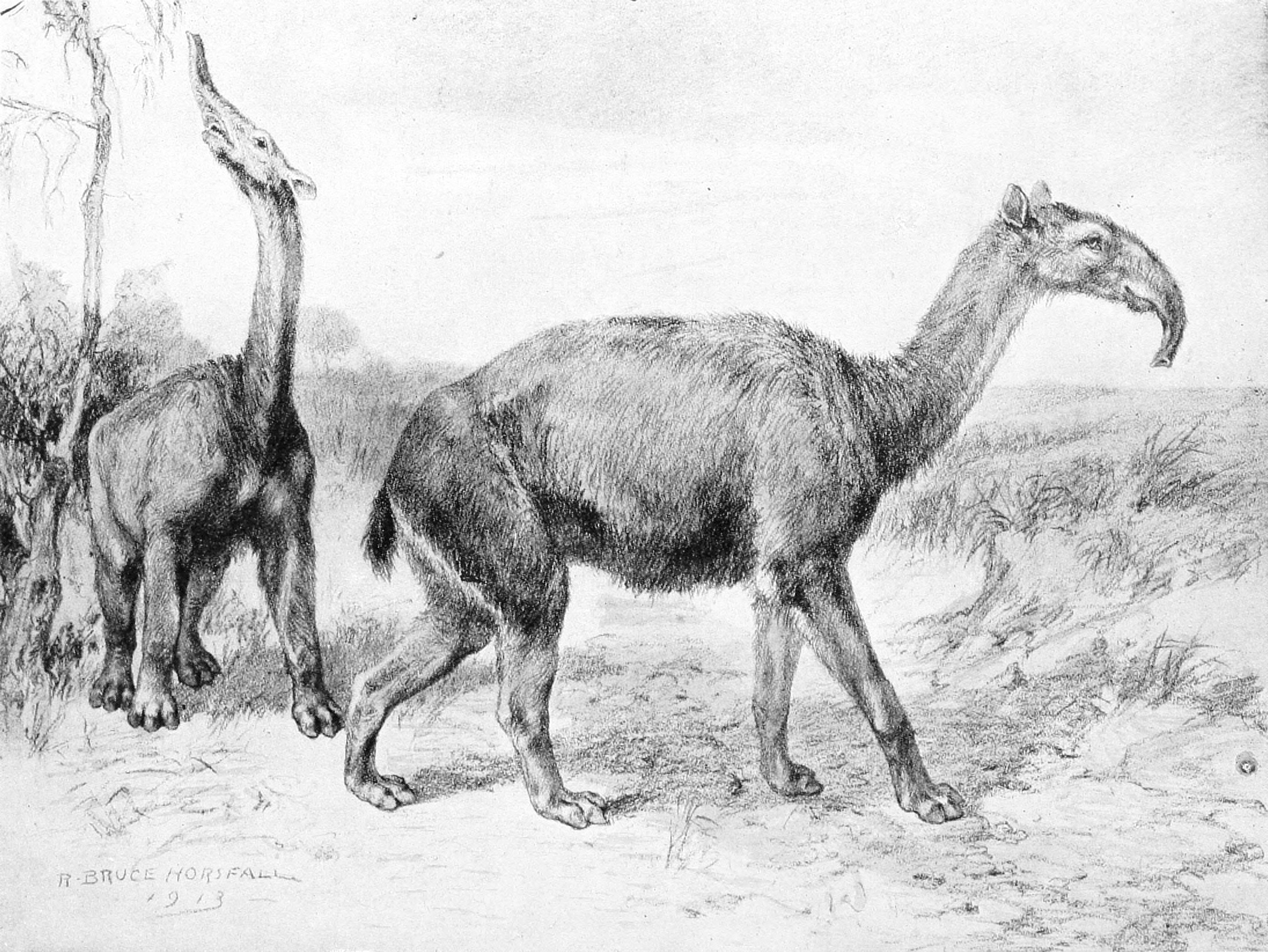
Macrauchenia
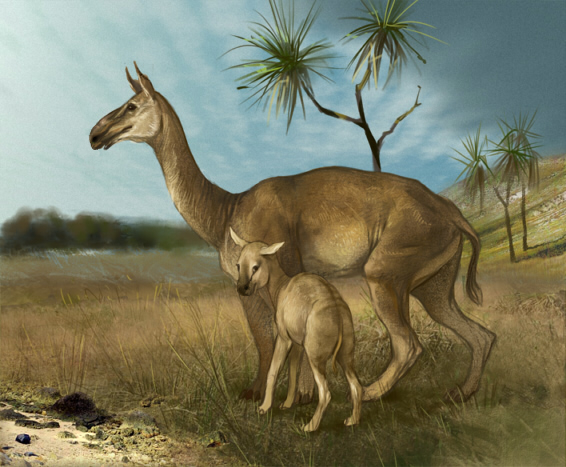
Macrauchenia patachonica y su cría
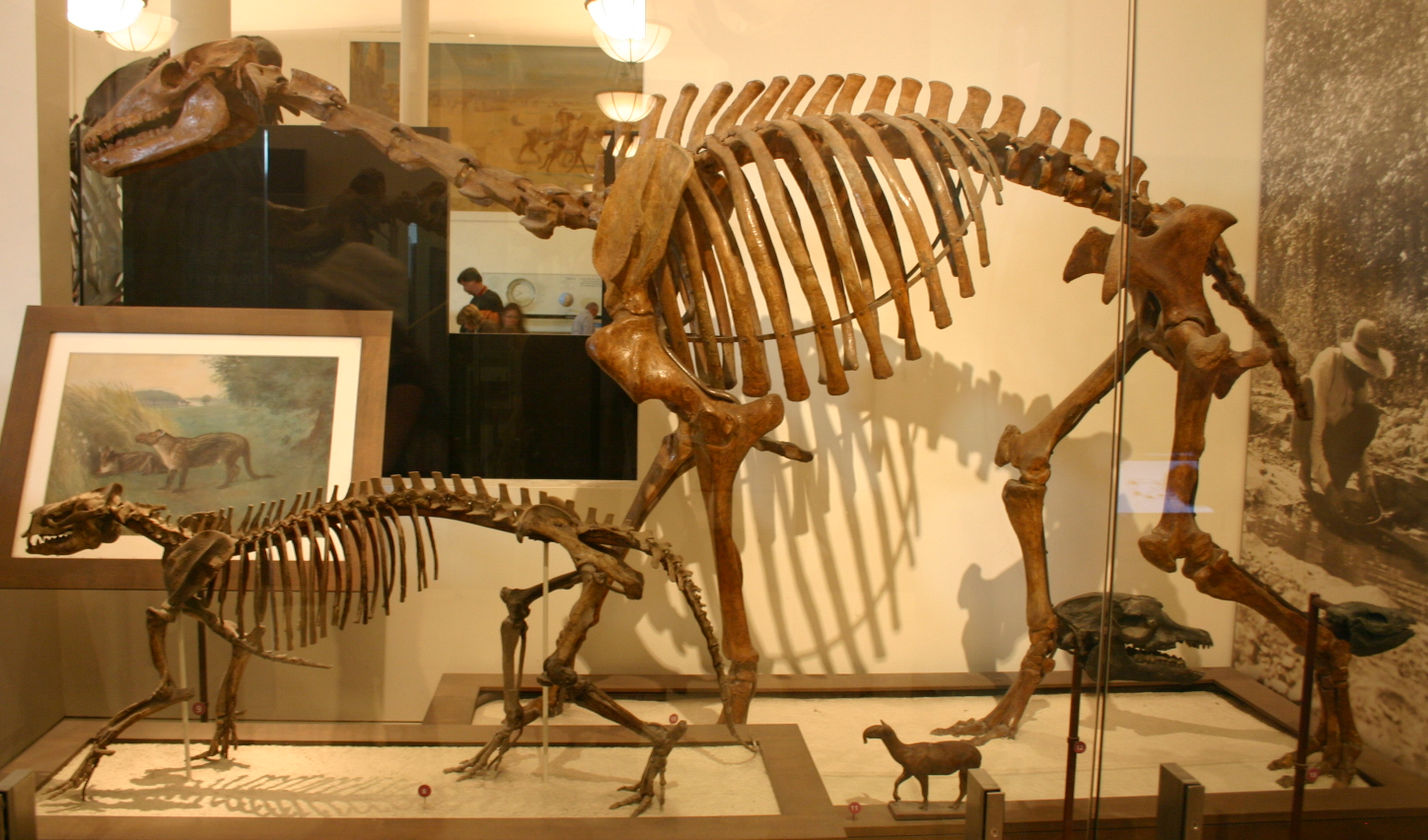
Esqueleto del Phenacodus primaevus y tras él, el esqueleto de Macrauchenia patachonica
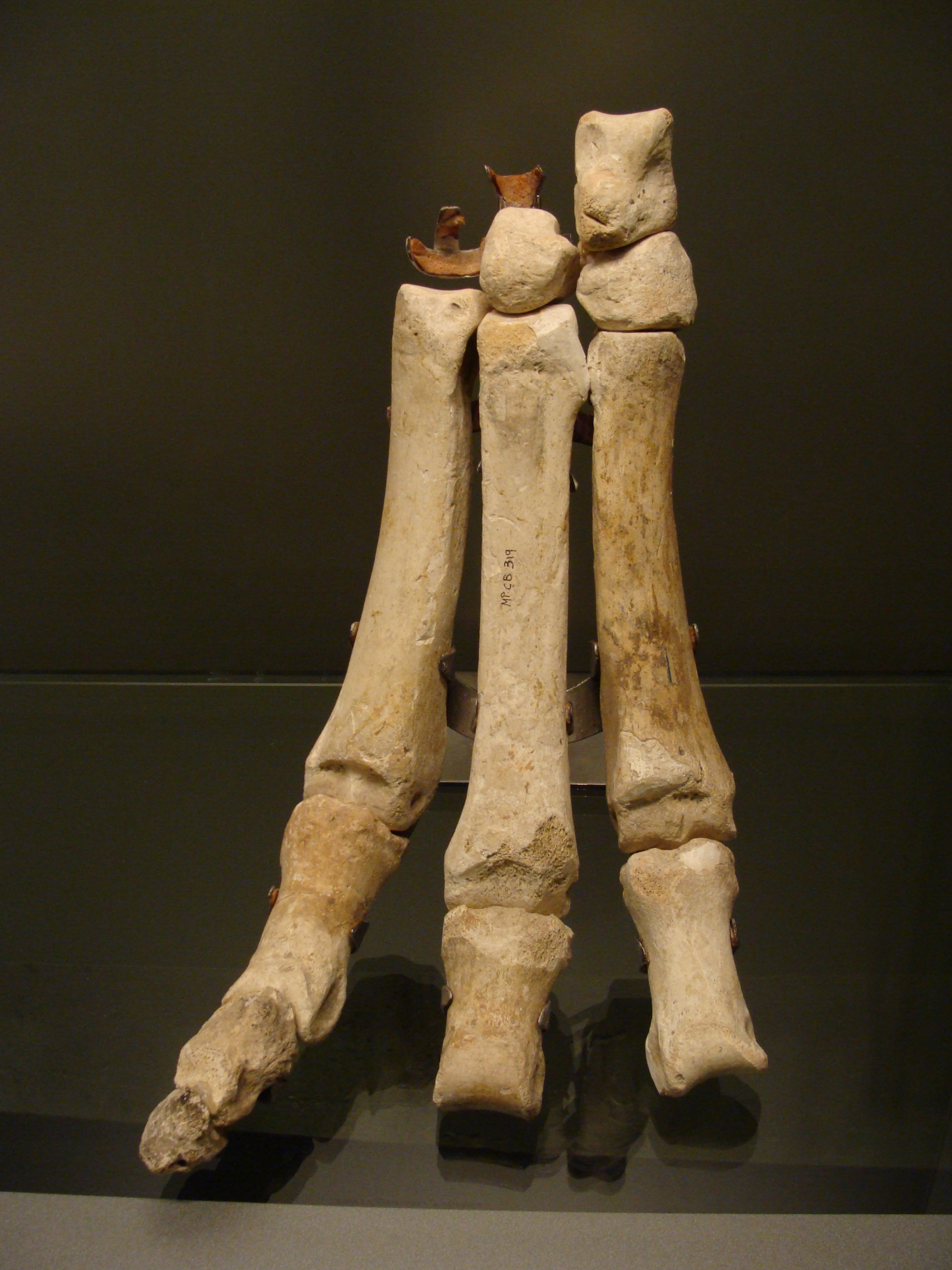
Pie de Macrauchenia patachonica
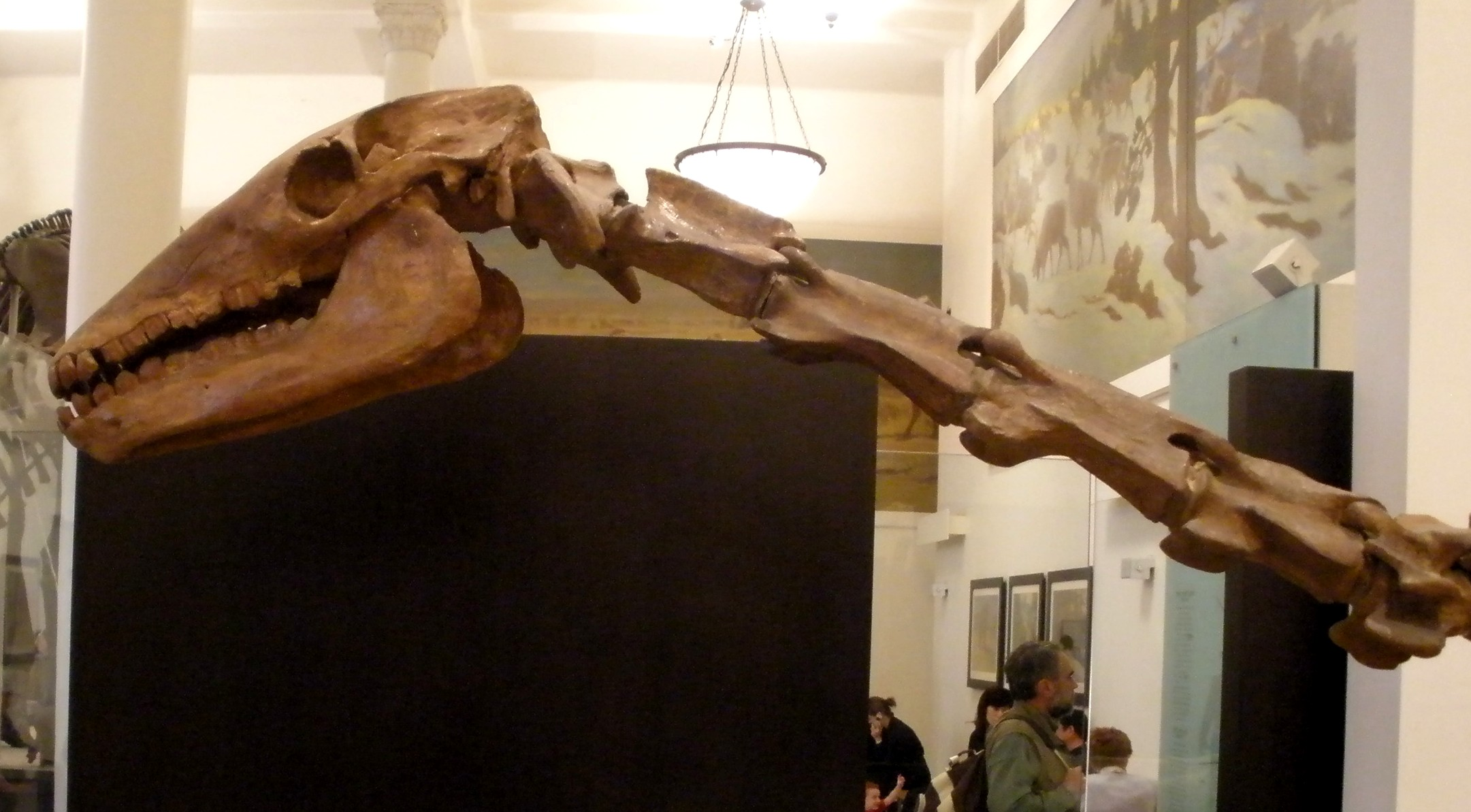
Cráneo de Macrauchenia patachonica
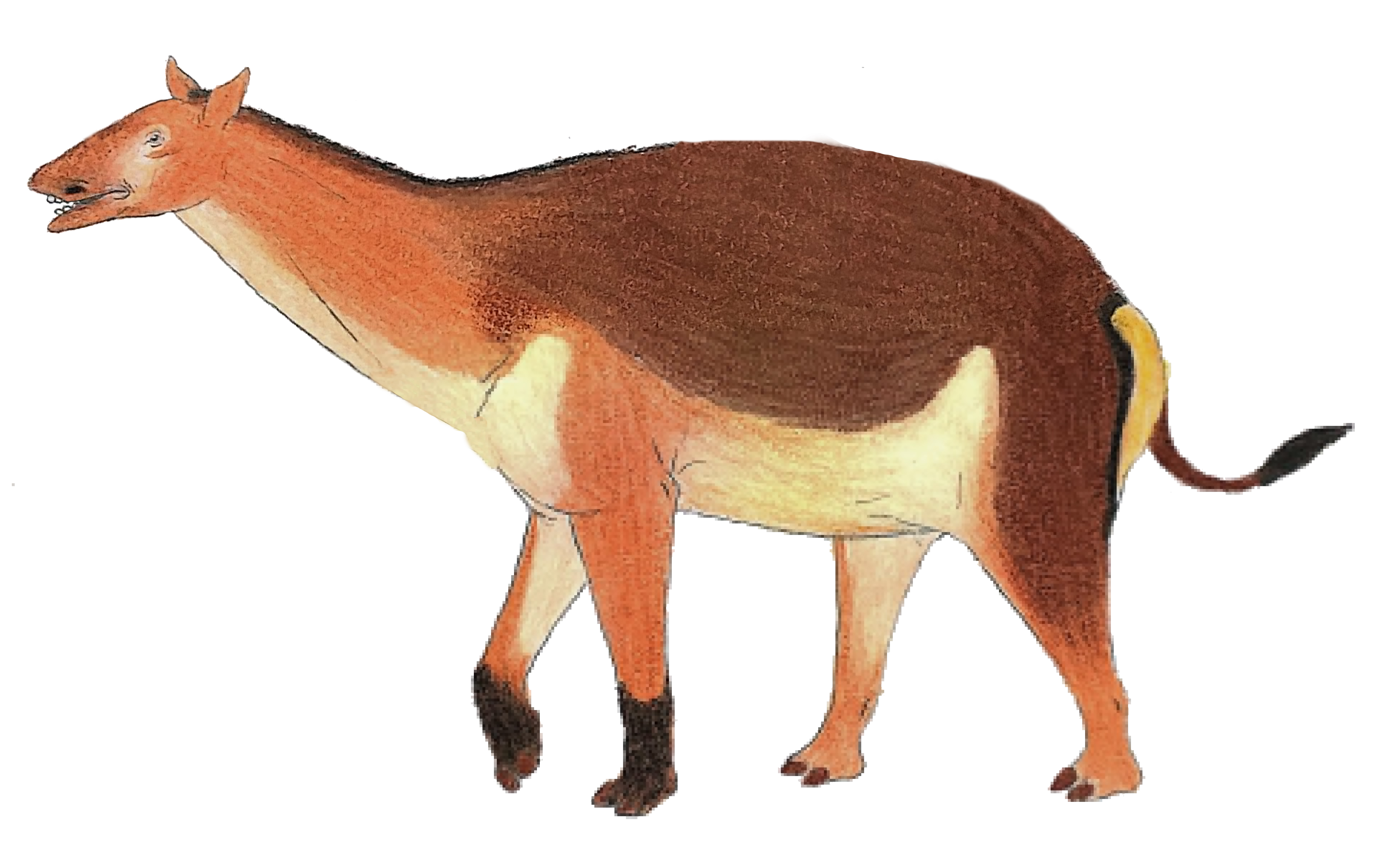
Macrauchenia patachonica